# Сингапурска математика
Сингапурска математика у основи представља математички програм који се фокусира на смисао проблема у текстуалном задатку и учењу стратегије менталне математике у решавању проблема помоћу модела цртежа.

## Филозофија сингапурске математике
Сингапурска математика је у основи математички програм који се фокусира на смислу броја и дубоком разумевању месне вредности. Ђаци уче стратегије менталне математике и модел цртежа да реше проблем речи из задатог проблема. У суштини, деца уче тако јер они разумеју како. Проблем учења се ослања на себе учећи у корацима пре преласка на следећи циљ у математици. Тако ученици овладавају циљеве а затим их надограђују у следећим разредима.
Њихов централни проблем у учењу математике је решавање проблема. То укључује налажење и примену математичких концепата у широком спектру ситуација, укључујући оне које нису рутинске, отворене и настале из реалних проблема. Развој способности за решавање математичког проблема зависи од пет међусобно повезаних компоненти, односно капацитеа, вештина, ставова и процеса у метакогницији. Предлог седам корака како би се проблем решио:
1. корак: читање задатка са анализом;
2. корак: преписивање питања из задатка;
3. корак: дефинисање ко и шта се помиње у задатку;
4. корак: цртање модела решења;
5. корак: уситњавање проблема;
6. корак: рачунање;
7. корак: уписивање одговора.[1]

## Педагошки приступ
Основа у педагошком приступу у сингапурској математици је модел цртежа. Према њиховом приручнику за наставнике математике у основним школама овакав приступ решавању задатака путем цртања је користан из више разлога:
- помаже да ученик замисли ситуације,
- ствара конкретне слике са апстрактним ситуацијама,
- задовољава учење ученика кроз оно што виде и оно што раде,
- претвара речи у препознатљиве слике за младе умове.

Суштина овога је да ученици постану вешти у претварању апстрактних проблема у конкретне слике које се лако преводе у математичке поступке приликом решавања. Пикторални модели су важан корак између средњег и тешког читања проблема и  преласка на потребне кораке да се проблем реши.
Ово је концептуални а не алгоритамски модел, модел који се не учи напамет, модел који је забаван за учење и забаван када се научи, заснован је на разумевању а не на памћењу.

## Образовање у Сингапуру
Сингапур је острвска град-држава у југоисточној Азији која се простире на свега око 700 квадратних километара. Велики значај придаје развоју војске и образовања. До 80-их година прошлог века за образовање деце користили су уџбенике које су увозили из целог света, међутим, увидели су да деца показују врло слабе резултате и направили потпуну реформу образовања и врло брзо, њихови ученици су постали најуспешнији у свету, што показују резултати бројних тестова.
Њихов циљ је да био смањење обима наставног градива, али са циљем да се оно што се обрађује савлада веома темељно.
Програм наставе математике сужен је са 50 на 14 области да би се постигао још бољи успех код ученика. Њихов план заснован је на увођењу појма „мислеће школе“.
Били су први на свету (ТIМSS) 1995, 1999, 2003, а на PISA тестирању 2009. и 2012. други, и то после Шангаја, односно, Кине. Амерички институт за истраживање 2005. године доноси одлуку да се уџбеници из Сингапура могу користити у настави математике. Окрузи који су их користили уочили су знатно побољшање нивоа знања ученика тј. њихових математичких перформанси. Потом, уџбенике из Сингапура почињу да користе Канада, Израел, Велика Британија…